# Jorge Coscia
Jorge Edmundo Coscia (Buenos Aires, 26 d'agost de 1952-ibídem, 7 d'octubre de 2021) va ser un cineasta i polític argentí. Des de juliol de 2009 fins a maig de 2014 es va exercir com secretari de Cultura de la Nació Argentina.

## Política
Jorge Coscia va començar la seva militància amb el Cordobazo i es va sumar al Partido Socialista de la Izquierda Nacional (PSIN) que després es va conformar com a Frente de Izquierda Popular (FIP) on va promoure la formula Perón-Perón contribuint al triomf del general Juan Domingo Perón. Posteriormente, adhirió al justicialismo.
La seva professió de crític de cinema ho va posar en contacte amb totes les branques de l'expressió artística. Entre 2002 i 2005, va ser president de l'Instituto Nacional de Cine y Artes Audiovisuales (INCAA). Durant la gestió l'organisme va recuperar l'autarquia, es va implantar la Quota de Pantalla, es van inaugurar sales (Espais INCAA) al país i en l'exterior i es van signar convenis de coproducció i distribució amb Espanya, França e Itàlia com a part del Programa Raíces. També es van subscriure convenis de coproducció i distribució amb països d'Amèrica Llatina, com a part de la RECAM.

A les eleccions legislatives d'octubre de 2005, Coscia va ser elegit diputat Nacional per la Ciutat Autònoma de Buenos Aires. Allí va ser designat president de la Comissió de Cultura. Al juliol de 2009, va renunciar a la seva banca per a exercir-se com a secretari de Cultura de la Nació. En aquest últim caràcter es va referir als contenidors amb llibres:
| « | És que així com hi ha una sobirania de l'economia hi ha també una sobirania cultural, que consisteix en el fet que tinguem cada vegada una major capacitat de decisió per a dir què s'ha d'editar, què convé estratègicament que editem, i no que es decideixi en les grans capitals del món sobre els llibres que podem llegir. | » |

Jorge Coscia, en la seva novel·la El bombardeo, va fer una reconstrucció literària del 16 de juny de 1955. En 2019, Jorge Coscia presenta la seva novel·la La Caja Negra tercera novel·la que apunta a develar els secrets ocults darrere de les caixes negres dels avions sinistrats a través d'una ficció.
Va ser el funcionari de l'àrea que major temps va exercir el càrrec (4 anys i 10 mesos), fins a ser reemplaçat al maig de 2014 per la cantant Teresa Parodi, que va ser designada amb el rang de Ministre. Durant la seva gestió, al setembre de 2013, es trasllado la seu de la Secretaria a la Villa 21 Barracas. Va ser el primer cas d'una àrea de govern amb rang de Secretaria d'Estat, instal·lada en una vila d'emergència.

## Cinema
És titulat del Centro de Experimentación y Realización Cinematográfica (CERC), que actualment és l'Escuela Nacional de Experimentación y Realización Cinematográfica (ENERC), que pertany al Instituto Nacional de Cine y Artes Audiovisuales (INCAA).
Va treballar com a extra al film El muerto (1975). La seva trajectòria com a director inclou els llargmetrages Luca vive (2002), Canción desesperada (1997), Comix, cuentos de amor, de video y de muerte (1995), El general y la fiebre (1992), Cipayos (la tercera invasión) (1989), Chorros (1987), i Mirta, de Liniers a Estambul (1987). A més, va realitzar els curtmetratges 17 de octubre, una tarde de sol (1995), Rosas, 200 años (1993), Laura (curt de tesi de graduació de l'Instituto Nacional de Cinematografía), Danza contemporánea argentina I y II (1992/93), Lecciones de vida I: documentales sobre plásticos argentinos y su obra, i Perón, apuntes para una biografía (2010). També ha realitzat les sèries documentals Historia de la Nación Latinoamericana (2008) i Evasión (2015).
El 17 d'agost de 2005, va presentar el seu llibre Del estallido a la esperanza. Reflexiones sobre cine, cultura y peronismo. Va publicar els llibres d'assaig La esperanza sitiada (2008), La encrucijada del Bicentenario (2010 i les novel·les Juan y Eva (2011) i El bombardeo (2015); el 2013 va publicar el llibre de poemes Che Cuba i el 2014 es va presentar a la Fira del Llibre de L'Havana, el seu segon llibre de poemes: El libro que fue árbol (Editorial Papiro, Holguín, Cuba)
Per la seva labor en el camp de la cinematografia va rebre, entre altres premis, els següents: Festival de l'Havana, Cuba; Festival de Huelva; Còndor de Plata; Premi Radio Matanzas i Premi Radio La Habana, tots dos atorgats pel públic; Premi Discepolín; i Premi Arturo Jauretche. A més, va ser guardonat amb el Grau de Cavaller en l'Ordre de les Arts i les Lletres al març de 2007 pel president de la República Francesa. Des de novembre de 2011 va conduir pel Canal 9 el programa Puerto Cultura, pel que passaren més de dos-cents artistes, intel·lectuals i referents culturals de l'Argentina i el món. Puerto Cultura fue nominado en 2013 y 2014 al premio Martín Fierro.
Sobre la seva pel·lícula Canción desesperada s'han escrit aquests comentaris:
Stella Maris Floris a la revista especialitzada Sin Cortes va escriure:
| « | …lenta i en alguns moments aclaparador: la sensualitat del tango amb què s'impregna el film no aconsegueix. | » |

Manrupe i Portela van escriure:
| « | Les intencions de recrear l'essència tràgica del tango s'esvaeixen per la feblesa del guió i la desafortunada marcació dels actors. | » |

## Filmografia
- Luca vive, 2002.
- Canción desesperada, 1997.
- 17 de octubre, una tarde de sol, 1995, cortometraje.
- Comix, cuentos de amor, de video y de muerte, 1995.
- Rosas, 200 años, 1993, cortometraje.
- El general y la fiebre, 1992.
- Cipayos (la tercera invasión), 1989.
- Sentimientos, també anomenada Mirta, de Liniers a Estambul, 1987.
- Chorros, 1987.
- El intruso, curtometratge.
- Laura, curtmetratge.
- El filo de la risa, curtmetratge.[14]

## Denúncies
En 2010, Coscia va ser denunciat penalment per presumptes irregularitats en el control del destí de subsidis atorgats per l'Instituto Nacional de Cine y Artes Audiovisuales (INCAA) entre 2002 i 2005 El cas va començar al desembre de 2015, una setmana després del canvi de govern gràcies a Oficina Anticorrupció (OA).
El juny de 2013, Coscia va ser denunciat penalment per Juan Ricardo Mussa davant el jutge federal Marcelo Martínez de Giorgi, per`la contractació directa mitjançant el pagament de dos milions de pesos del músic Fito Páez per cinc recitals. A això Coscia va respondre que «és tan evident la politització d'això que gairebé em diverteix, encara que sento una mica de pena també».